# أبو بكر الرازي
أبو بَكر مُحَمَّد بن يَحْيَى بن زَكَرِيّا الرَّازِيّ (250 هـ/864 م – 5 شعبان 311هـ/19 نوفمبر 923م) طبيبٌ وكيميائيٌ وفيلسوفٌ ورياضيّاتيٌّ مسلم من أصول فارسية، من علماء العصر الذهبي للعلوم، وصفته سيغريد هونكه في كتابها شمس العرب تسطع على الغرب «أعظم أطباء الإنسانية على الإطلاق»، حيث ألف كتاب الحاوي في الطب، الذي كان يضمُّ كل المعارف الطبية منذ أيام الإغريق حتى عام 925م ، وظل المرجع الطبي الرئيسي في أوروبا لمدة 400 عام بعد ذلك التاريخ. درس الرياضيات و‌الطب و‌الفلسفة و‌الفلك و‌الكيمياء و‌المنطق و‌الأدب.
في الري اشتهر الرازي وجاب البلاد وعمل رئيسًا لمستشفى وله الكثير من الرسائل في شتَّى مجالات الأمراض وكتب في كل فروع الطب والمعرفة في ذلك العصر، وقد ترجم بعضها إلى اللاتينية لتستمر المراجع الرئيسية في الطب حتى القرن السابع عشر، ومن أعظم كتبه «تاريخ الطب» وكتاب «المنصور» في الطب وكتاب «الأدوية المفردة» الذي يتضمن الوصف الدقيق لتشريح أعضاء الجسم. وهو أول من ابتكر خيوط الجراحة، وصنع المراهم، وله مؤلفات في الصيدلة ساهمت في تقدم علم العقاقير. وله 200 كتاب ومقال في مختلف جوانب العلوم.

## حياته ونشأته
هناك آراء مختلفة ومتضاربة عن حياة أبي بكر محمد بن يحيى بن زكريا الرازي، يعتقد أن مولده في مدينة الري، بالقرب من طهران الحديثة. وعلى الأرجح أنه ولد في سنة 251 هـ / 865 م. وكان من رأي الرازي أن يتعلم الطلاب صناعة الطب في المدن الكبيرة المزدحمة بالسكان، حيث يكثر المرضى ويزاول المهرة من الأطباء مهنتهم. ولذلك أمضى ريعان شبابه في مدينة السلام، فدرس الطب في بغداد. وقد أخطأ المؤرخون في ظنهم أن الرازي تعلم الطب بعد أن كبر في السن. وتوصلت إلى معرفة هذه الحقيقة من نص في مخطوط بمكتبة بودلي بأكسفورد، وعنوانه «تجارب» مما كتبه محمد بن ببغداد في حداثته“، ونشر هذا النص مرفقا بمقتطفات في نفس الموضوع، اقتبستها من كتب الرازي التي ألفها بعد أن كملت خبرته، وفيها يشهد أسلوبه بالاعتداد برأيه الخاص.
بعد إتمام دراساته الطبية في بغداد، عاد الرازي إلى مدينة الري بدعوة من حاكمها، منصور بن إسحاق، ليتولى إدارة مستشفى الري. وقد ألّف الرازي لهذا الحاكم كتابه «المنصوري في الطب» ثم «الطب الروحاني» وكلاهما متمم للآخر، فيختص الأول بأمراض الجسم، والثاني بأمراض النفس. ثم انتقل منها ثانية إلى بغداد ليتولى رئاسة المعتضدي الجديد، الذي أنشأها الخليفة المعتضد بالله (279– 289 هـ /892– 902 م). وعلى ذلك فقد أخطأ ابن أبي أصيبعة في قوله أن الرازي كان ساعوراً مستشفى العضدي الذي أنشأه عضد الدولة (توفي في 372 هـ/973 م)، ثم صحح ابن أبي أصيبعة خطأه بقوله «والذي صح عندي أن الرازي كان أقدم زمانا من عضد الدولة ولم يذكر ابن أبي أصيبعة البيمارستان المعتضدي إطلاقاً في مقاله المطول في الرازي. شغل مناصب مرموقة في الري وسافر ولكنه أمضى الشطر الأخير من حياته بمدينة الري، وكان قد أصابه الماء الأزرق في عينيه، ثم فقد بصره وتوفى في مسقط رأسه إما في سنة 313هـ /923م، وإما في سنة 320 هـ/ 932 م.
يتضح لنا تواضع الرازي وتقشفه في مجرى حياته من كلماته في كتاب «السيرة الفلسفية» حيث يقول: «ولا ظهر مني على شره في جمع المال وسرف فيه ولا على منازعات الناس ومخاصماتهم وظلمهم، بل المعلوم مني ضد ذلك كله والتجافي عن كثير من حقوقي. وأما حالتي في مطعمي ومشربي ولهوي فقد يعلم من يكثر مشاهدة ذلك مني أني لم أتعد إلى طرف الإفراط وكذلك في سائر أحوالي مما يشاهده هذا من ملبس أو مركوب أو خادم أو جارية» وفي الفصل الأول من كتابه «الطب الروحاني»، في «فضل العقل ومدحه»، يؤكد الرازي أن العقل هو المرجع الأعلى الذي نرجع إليه، » ولا نجعله، وهو الحاكم، محكوما عليه، ولا هو الزمام، مزموما ولا، وهو المتبوع، تابعا، بل نرجع في الأمور إليه ونعتبرها به ونعتمد فيها عليه».

كان الطبيب في عصر الرازي فيلسوفًا، وكانت الفلسفة ميزانًا توزن به الأمور والنظريات العلمية التي سجلها الأطباء في المخطوطات القديمة عبر السنين وكان الرازي مؤمنا بفلسفة سقراط الحكيم (469 ق. م– 399 ق. م)، فيقول، أن الفارق بينهما في الكم وليس في الكيف. ويدافع عن سيرة سقراط الفلسفية، فيقول: أن [وضح من هو المقصود ؟] إنما يذكرون الفترة الأولى من حياة سقراط، حينما كان زاهدا وسلك طريق النساك. ثم يضيف أنه كان قد وهب نفسه للعلم في بدء حياته لأنه أحب الفلسفة حبا صادقا، ولكنه عاش بعد ذلك معيشة طبيعية.
كان الرازي مؤمنا باستمرار التقدم في البحوث الطبية، ولا يتم ذلك، على حد قوله، إلا بدراسة كتب الأوائل، فيذكر في كتابه «المنصوري في الطب» ما هذا نصه: «هذه صناعة لا تمكن الإنسان الواحد إذا لم يحتذ فيها على مثال من تقدمه أن يلحق فيها كثير شيء ولو أفنى جميع عمره فيها لأن مقدارها أطول من مقدار عمر الإنسان بكثير. وليست هذه الصناعة فقط بل جل الصناعات كذلك. وإنما أدرك من أدرك من هذه الصناعة إلى هذه الغاية في ألوف من السنين ألوف، من الرجال. فإذا اقتدى المقتدي أثرهم صار أدركهم كلهم له في زمان قصير. وصار كمن عمر تلك السنين وعنى بتلك العنايات. وإن هو لم ينظر في إدراكهم، فكم عساه يمكنه أن يشاهد في عمره. وكم مقدار ما تبلغ تجربته واستخراجه ولو كان أذكى الناس وأشدهم عناية بهذا الباب. على أن من لم ينظر في الكتب ولم يفهم صورة العلل في نفسه قبل مشاهدتها، فهو وإن شاهدها مرات كثيرة، أغفلها ومر بها صفحا ولم يعرفها البتة» ويقول في كتابه «في محنة الطبيب وتعيينه»، نقلا عن جالينوس «وليس يمنع من عني في أي زمان كان أن يصير أفضل من أبقراط».
وله إسهامات في مجال علوم الفيزياء حيث اشتغل الرازي بتعيين الكثافات النوعية للسوائل، وصنف لقياسها ميزاناً خاصاً أطلق عليه اسم الميزان الطبيعي.
ويظهر فضل الرازي في الكيمياء، بصورة جلية، عندما قسم المواد المعروفة في عصره إلى أربعة أقسام هي:
- المواد المعدنية،
- المواد النباتية،
- المواد الحيوانية،
- المواد المشتقة.

كما قسّم المعادن إلى أنواع، بحسب طبائعها وصفاتها، وحضّر بعض الحوامض وما زالت الطرق التي اتّبعها في التحضير مستخدمة إلى الآن. وهو أول من ذكر حامض الكبريتيك الذي أطلق عليه اسم زيت الزاج أو الزاج الأخضر.
وقد حضّر الرازي في مختبره بعض الحوامض الأخرى، كما استخلص الكحول بتقطير مواد نشوية وسكرية مختمرة. وكان يفيد منه في الصيدلية من أجل استنباط الأدوية المتنوعة.

## كتب الرازي الطبية
يذكر كل من ابن النديم والقفطي أن الرازي كان قد دون أسماء مؤلفاته في «فهرست» وضعه لذلك الغرض، ومن المعروف أن النسخ المخطوطة لهذه المقالة قد ضاعت مع مؤلفات الرازي المفقودة، ويزيد عدد كتب الرازي على المائتي كتاب في الطب والفلسفة والكيمياء وفروع المعرفة الأخرى. ويتراوح حجمها بين الموسوعات الضخمة والمقالات القصيرة ويجدر بنا أن نوضح هنا الإبهام الشديد الذي يشوب كلا من «الحاوي في الطب» و«[وضح من هو المقصود ؟]». وقد أخطأ مؤرخو الطب القدامى والمحدثون في اعتبار هذين العنوانين كأنهما عنوان لكتاب واحد فقط، وذلك لترادف معنى كلمتي الحاوي والجامع.
تمت ترجمة كتب الرازي إلى اللغة اللاتينية ولا سيما في الطب والفيزياء والكيمياء كما ترجم القسم الأخير منها إلى اللغات الأوروبية الحديثة ودرست في الجامعات الأوروبية لا سيما في هولندا حيث كانت كتب الرازي من المراجع الرئيسية في جامعات هولندا حتى القرن السابع عشر.
وهنالك قصة شهيرة تدل على ذكاء الرازي هي (إن أحد الخلفاء أمرهُ ببناء مستشفى في مكان مناسب في بغداد وفكر ووضع قطع من اللحم في عمود خشبي في أماكن متعددة في بغداد، وكان يمر عليها لكي يري أي القطع فسدت وعندما عرف آخر قطعة فسدت أمر ببناء المستشفى في هذا المكان لان جوه نقي خال من الدخان والتراب ولأن المرضى يحتاجون إلى هواء نقي خال من الملوثات ومن ذلك الحدث أشتهر الرازي شهرة كبيرة بذكائهِ ومن المعروف عنهُ حب الشعر والموسيقى في صغرهِ وأحب الطب عند بلوغه وشيخوخته.

### كتاب الحاوي في الطب
يعتبر من أكثر كتب الرازي أهمية وقد وصفه بموسوعة عظيمة في الطب تحتوي على ملخصات كثيرة من مؤلفين إغريق وهنود إضافة إلى ملاحظاته الدقيقة وتجاربه الخاصة وقد ترجم الحاوي كتبه من اللغة العربية إلى اللغة اللاتينية وطبع لأول مرة في بريشيا في شمال إيطاليا عام 1486 وقد أعيد طبعه مرارا في البندقية في القرن السادس عشر الميلادي وتتضح مهارة الرازي في هذا المؤلف الضخم ويكاد يجمع مؤرخو الرازي بأنه لم يتم الكتاب بنفسه ولكن تلاميذه هم الذين أكملوه.

## آراء حول دين الرازي
ليس هناك أدلة من كتب المعاصرين القدامى المختصة بعلوم الرجال تدعي بإلحاد أو زندقة أبو بكر الرازي، أما في العصر الحديث فقد ظهرت عدة ادعاءات بكونه كان ملحدا بحجة أنه كان له مؤلفات ناقدة للأديان والأنبياء، وفي الغالب تعد تلك المؤلفات ملفقة، حيث أن المؤلفات المنسوبة إليه تحت مسميات «مخارق الأنبياء» و«حيل المتنبيين» و«نقض الأديان» غير معروفة بمصنفاته، وغالباً ما تم تلفيق تلك العناوين له من قبل المستشرقين، حيث أن أشهر كتبه مثل «إن للعبد خالقا» و«طبقات الأبصار» و«الطب الروحاني» تؤكد إسلامه.
قال عنه الامام الذهبي في سير أعلام النبلاء:
| ” | الأستاذ الفيلسوف أبو بكر، محمد بن زكريا الرازي الطبيب، صاحب التصانيف، من أذكياء أهل زمانه، وكان كثير الأسفار، وافر الحرمة، صاحب مروءة وإيثار ورأفة بالمرضى، وكان واسع المعرفة، مكبا على الاشتغال، مليح التأليف، وكان في بصره رطوبة لكثرة أكله الباقلى، ثم عمي. أخذ عن البلخي الفيلسوف، وكان إليه تدبير بيمارستان الري، ثم كان على بيمارستان بغداد في دولة المكتفي، بلغ الغاية في علوم الأوائل. نسأل الله العافية. وله كتاب: "الحاوي" ثلاثون مجلدا في الطب، وكتاب "الجامع"، وكتاب "الأعصاب". وكتاب "المنصوري" صنفه للملك منصور بن نوح الساماني. وقيل: إن أول اشتغاله كان بعد مضي أربعين سنة من عمره، ثم اشتغل على الطبيب أبي الحسن علي بن ربن الطبري، الذي كان مسيحيا، فأسلم، وصنف. وكان لابن زكريا عدة تلامذة، ومن تآليفه كتاب "الطب الروحاني" وكتاب "إن للعبد خالقا" وكتاب "المدخل إلى المنطق" وكتاب "هيئة العالم"، ومقالة في اللذة، وكتاب "طبقات الأبصار" وكتاب "الكيمياء وأنها إلى الصحة أقرب" وأشياء كثيرة. وقد كان في صباه مغنيا يجيد ضرب العود. توفي ببغداد سنة إحدى عشرة وثلاثمائة. | “ |

### الاعتقاد بإلحاده
هناك كتب ومقالات فلسفية منسوبة للرازي تنتقد الأديان والنبوة والكتب السماوية. تذكر بعض المصادر بأن الرازي شكك في صحة النبوة، ورفض المعجزات النبوية كما وانتقد الأديان السماوية وانتقد الإعجاز العلمي في القرآن. على سبيل المثال، يوجد رسالة أبو الريحان البيروني بعنوان «فهرست كتب الرازي»، حيث يصنف البيروني كتابين من كتب الرازي على أنها «كتب في الكفريات» وهما كتاب «في النبوات» و«حيل المتنبين»، يعتقد البيروني ان الكتاب الأول ينتقد الأديان بينما يزعم أن الكتاب الثاني ينتقد فكرة النبوة.
أيضا، قالت المستشرقة الألمانية زيغريد هونكة أن للزاري كتاب في «نقد الأديان» وكتاب «الطب الروحاني». وقد علقت على الكتاب الأخير حيث قالت «قال الرازي بوجود خمسة مبادئ تسير العالم. وبعد ذكر هاذين الكتابين أضافت «وهناك أيضا كتاب يبشر فيه الرازي بأخلاق لادينية ويدعو أن يعيش الإنسان حياته بشجاعة ورجولة دون أن تؤثر فيه وعود بوجود جنة أو جهنم في العالم الآخر، وذلك أن العلم والعقل يشهدان على انعدام الحياة بعد الموت». إضافة إلى ذلك، اقتبس الفيلسوف الإسماعيلي أبو حاتم الرازي بعضا من آراء الرازي في الأديان والنبوة والكتب السماوية بشكل مفصل ووضعها في كتابه «أعلام النبوة» على شكل حوار بينه وبين الرازي واصفاً إياه ب «الملحد» دون أن يذكر اسمه. من تلك الاقتباسات ما ذكره أبو حاتم في بداية كتابه: «ثم ناظرني في امر النبوة وأورد كلاما نحو ما رسمه في كتابه الذي ذكرناه فقال: «من أين أوجبتم ان الله اختص قوما بالنبوة دون غيرهم وفضلهم على الناس وجعلهم ادلة لهم واحوج الناس إليهم، ومن أين أجزتم في حكمة الحكيم أن يختار لهم ذلك ويشلي بعضهم على بعض ويؤكد بينهم العداوات ويكثر المحاربات ويهلك بذلك الناس.».
يعتقد بعض المؤرخين مثل بول كراوس وسارة سترومسا ان أبو حاتم الرازي قد أقتبس تلك الآراء إما من كتاب يسمى «مخاريق الأنبياء» أو كتاب «العلم الإلهي»، الجدير بالذكر هو أن جميع كتب الرازي المتعلقة بالأديان مفقودة ولم يصل منها إلا اقتباسات ذكرها منتقديه ومعارضيه. ولذلك يشكك البعض في تلك المقالات.

### المدافعون عن إسلامه

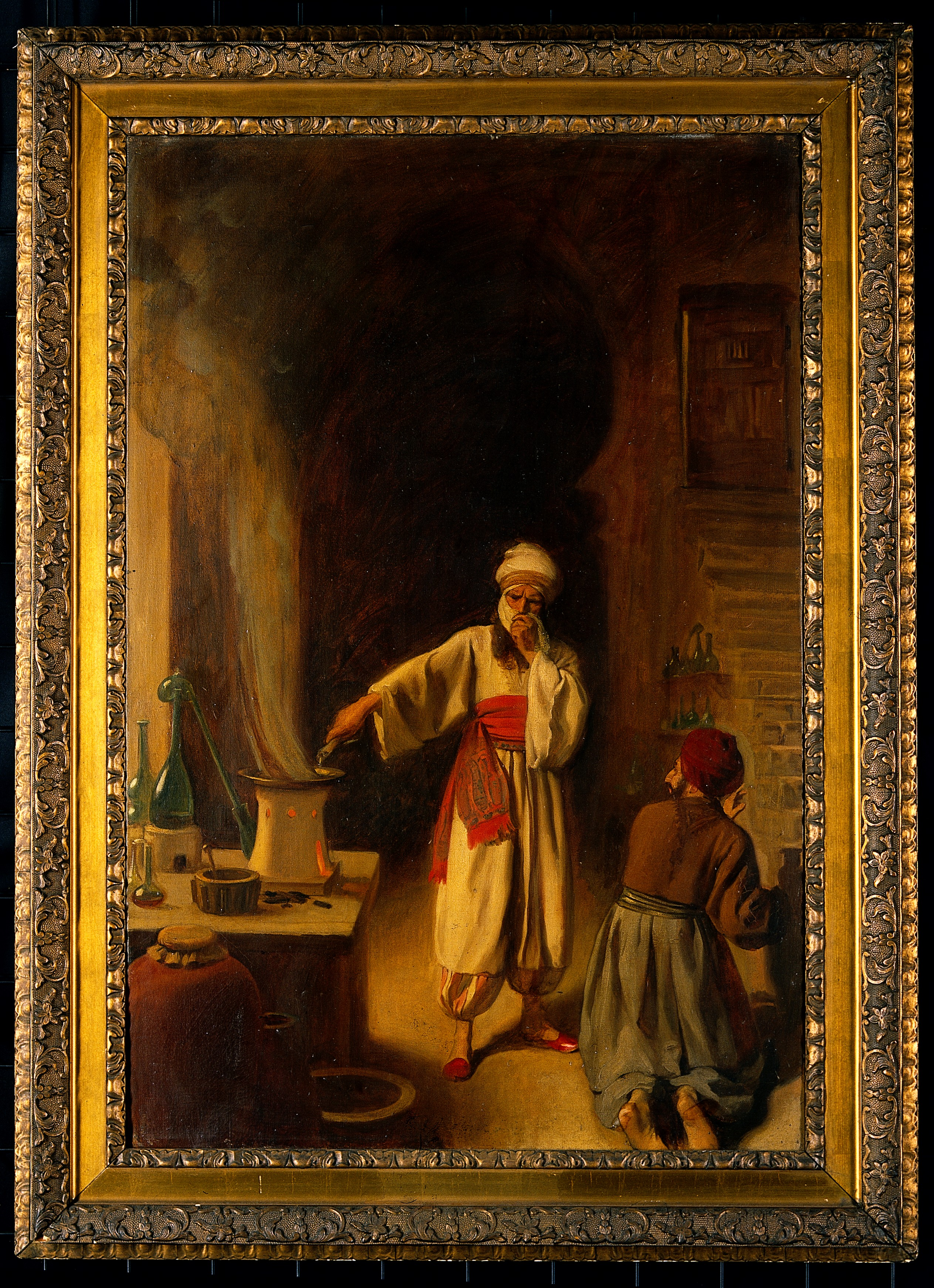
الرازي بريشة إرنست بورد 1912.

وهناك المدافعين عن الرازي مثل «عبد اللطيف العبد»، حيث نفى كفره وأكد أن الرازي «مؤمن بالله والرسالة المحمدية، وباقي الرسالات السماوية»، وأنه فيلسوفٌ كبيرٌ، وصاحب التصانيف، من أذكياء أهل زمانه، وفي أطروحته للدكتوراه الموسومة «فلسفة أبي بكر الرازي» قال:» المؤلفات المنسوبة لأبي بكر الرازي وأراءه الفلسفية والتي تطعن بالدين والانبياء، في الحقيقة لم يصل شيء منها انما أخذت من مخطوطة منسوبة لأبي حاتم الرازي (وهو فيلسوف ومتكلم اسماعيلي) اسم المخطوطة (اعلام النبوة) وضع فيها مقتطفات من مؤلفات لملحد مجهول زعم البعض انه أبو بكر الرازي، الصفحة الأولى من هذه المخطوطة مفقودة فلا يعرف اسم المؤلف والذي كان يرد عليه أبو حاتم، كما دافع «راغب السرجاني» عن الرازي واعتبر الكتابين «مخارق الأنبياء» و«حيل المتنبيين» أنهما «منتحلين وليسا في مؤلفات المسلمين»، واتهم الكتب والمواقع الغربية بعدم الإنصاف، واعتبر كتب الرازي صاحب ثناء من قبل علماء كالذهبي.»  كما أن لأبي بكر الرازي كتابا اسمه «إن للعبد خالقا» وآخر اسمه «أسرار التنزيل في التوحيد».

## مؤلفاته
- كتاب الشكوك على جالينوس.
- كتاب الحاوي في الطب.
- كتاب الجامع الكبير.
- كتاب في الفصد والحجامة.
- كتاب الطب الروحاني.
- كتاب إن للعبد خالقا.
- كتاب المدخل إلى المنطق.
- كتاب هيئة العالم.
- كتاب طبقات الأبصار.
- كتاب الكيمياء، وأنها إلى الصحة أقرب.
- كتاب أخلاق الطبيب.
- مقالة في اللذة.
- كتاب المنصوري - حققه حازم البكري الصديقي.

## وصلات خارجية
- أبو بكر الرازي على موقع الموسوعة البريطانية (الإنجليزية)
- أبو بكر الرازي على موقع إن إن دي بي (الإنجليزية)